# بسام بن إبراهيم
بسّام بن إبراهيم  قائد أموي شجاع.
كان من أنصار نصر بن سيار الكناني، الوالي الأموي على خراسان. ثم انضم إلى العباسيين، وسيره أبو مسلم الخراساني للقضاء على ثورة شيبان بن سلمة الحروري سنة 130 هـ، ثم كان أحد قادة جيش قحطبة بن شبيب الطائي إلى العراق، ثم كان أحد قادة عبد الله بن علي العباسي لإخماد ثورة الشام. ثم ما لبث أن انقلب على بني العباس، ودعا لآل بيت علي بن أبي طالب. بعث إليه أبو العباس السفّاح جيشاً بقيادة خازم بن خزيمة، فالتقى بجيش بسام في معركة قرب المدائن، وانهزم جيشه، وهرب بعد ذلك إلى الكوفة. أرسل إلى جعفر الصادق يعرض عليه الخلافة، فخشي الإمام أن يكون ذلك فخ للإيقاع به، فأبلغ السفاح بذلك، ثم دلّ على مكانه إسماعيل ابن الإمام، فقبض عليه، وقتله، وقتل ابنه معه.